# Shimamoto (Osaka)
Shimamoto (島本町 Shimamoto-chō?) es un pueblo localizado en la prefectura de Osaka, Japón. En agosto de 2019 tenía una población estimada de 30.573 habitantes y una densidad de población de 1.819 personas por km². Su área total es de 16,81 km².

## Geografía

### Localidades circundantes
- Prefectura de Osaka
  - Takatsuki
  - Hirakata
- Prefectura de Kioto
  - Kioto
  - Nagaokakyō
  - Yawata
  - Ōyamazaki

## Demografía
Según datos del censo japonés, la población de Shimamoto se ha mantenido estable en los últimos años.
| Año del censo | Población |
| ------------- | --------- |
| 1995          | 30.339    |
| 2000          | 30.125    |
| 2005          | 29.052    |
| 2010          | 28.935    |
| 2015          | 29.983    |